# Газошлакобетон
Газошлакобетон — одна из разновидностей бесцементного ячеистого газобетона, в котором основным вяжущим компонентом являются доменные гранулированные шлаки, а основным кремнеземистым компонентом — молотый песок или зола-унос ТЭЦ. Газообразователем такой смеси служит алюминиевая пудра, активизаторами шлака выступают добавки гипса, извести или жидкого стекла.
Основные технические показатели газошлакобетона равны своим аналогам для автоклавного ячеистого бетона. 